# Cañon de Santa Elena
Il Cañón de Santa Elena (nome completo in spagnolo Área de Protección de Flora y Fauna Cañón de Santa Elena) è un'area protetta per flora e fauna situata nei comuni messicani di Manuel Benavides e Ojinaga, nello stato di Chihuahua. Assieme all'area di protezione della flora e della fauna di Maderas del Carmen, è stata dichiarata il 7 novembre 1994 come zona tutelata, estendendosi per 2.772,09 km².
L'obiettivo della riserva riguarda la salvaguardia del deserto di Chihuahua, che ospita diverse specie floristiche e faunistiche. Tra le prime rientrano esemplari appartenenti alla macchia microfila del deserto, rosetofila, alla prateria, agli alberi di grosso fusto e alla vegetazione ripariale. Tra le specie animali, figurano numerosi uccelli e mammiferi adattatisi all'aridità, tra cui spiccano la sfuggente lince rossa, diverse specie di cervi e maestosi rapaci.

## Descrizione

### Geografia fisica

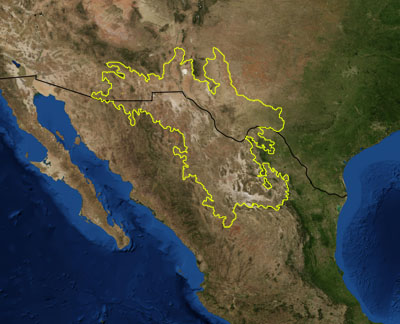
Mappa del deserto di Chihuahua basata su un'immagine satellitare fornira dalla NASA: il confine tra Messico e Stati Uniti è mostrato in nero. L'area è protetta da diverse riserve in entrambi i paesi

L'area protetta si trova all'interno del deserto di Chihuahua, in cui si rintraccia una serie di catene montuose separate da valli e pianure ondulate, in genere di origine calcarea e vulcanica. A differenza di quanto si possa immaginare, in loco si scopre una grande diversità in ambito a faunistico a causa del grande dislivello che esiste, il quale si alterna da 700 a 2.400 metri sul livello del mare.
Il canyon di Santa Elena si trova al nordest dello stato di Chihuahua: è delimitato a nord dal Rio Grande (o Rio Bravo), a est da Coahuila. L'80% della riserva risulta compresa nei comuni di Manuel Benavides e Ojinaga. La forma assunta dalla riserva è quella di una striscia lunga 30 km e larga 100, che si estende grosso modo in direzione nord-ovest sud-est.

### Geologia
L'area presenta un basamento composto da rocce calcaree del Cretaceo, su cui si è sviluppata l'attività vulcanica nel Cenozoico medio. Il vulcanismo ha causato la piegatura tra le placche poiché, quando queste si sono frammentate in blocchi, si formarono alture e depressioni. Nella regione si ritrovano anche rocce metamorfiche intrusive di granito e ignee del Paleozoico.
L'area del Canyon di Santa Elena comprende le catene montuose di El Ranchito, Sierra Rica ed El Mulato, tra cui le valli di Álamo, Chapó, El Mulato e Rancho Blanco. Inoltre, spiccano i bassopiani di Manuel Benavides, Paso Lajitas e San Antonio. A dispetto della denominazione della riserva, in realtà si contano due canyon nella zona protetta: quello di Gaviota, profondo 656 m, e quello di Santa Elena, con 467 m di dislivello. Gran parte dell'area è pianeggiante, con pendenze nello specifico inferiori all'8% e alternate a piccole colline.

### Clima

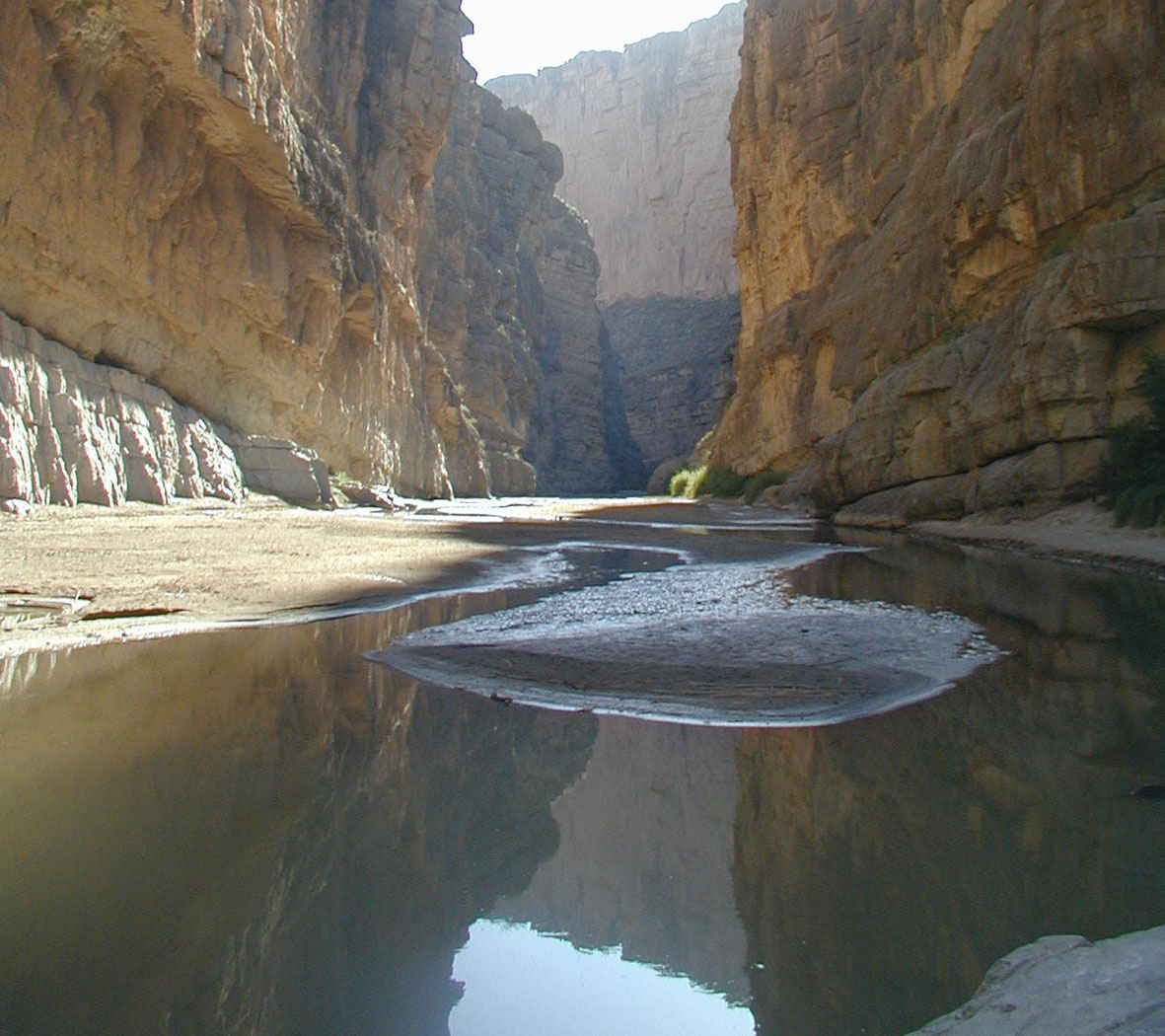
Il Rio Grande, che separa gli Stati Uniti dal Messico nel corso del canyon di Santa Elena

Secondo la classificazione dei climi di Köppen, la zona ha un clima steppico estremamente secco. Le condizioni climatiche sono molto estreme, con temperature che possono raggiungere fino ai 50 °C nei mesi caldi. Inoltre, c'è un contrasto tra l'ecosistema delle pianure del deserto e le condizioni temperate meno infuocate che si sperimentano salendo verso le quote maggiori. Le precipitazioni durante l'anno sono scarse, quasi nulle durante l'estate.

## Storia
Le punte di freccia, i mortai e le pitture rupestri trovati nel sito indicano la presenza umana dei paleoamericani già dal 15.000 a.C.: sono stati rinvenuti altri diversi reperti risalenti ad epoche successive e fino al 1680, anno che può essere considerato come quello dell'incrocio con gli europei. Le popolazioni che si susseguirono nel corso dei secoli avevano una dieta che si basava sulla pesca, sulla ricerca di radici commestibili, sulla caccia e sull'agricoltura di sussistenza. Tra le tribù insediatesi in questa zona figuravano i Concho, i Jumanos, i Chisos e gli Apache, oltre ai Chiricahua, ai Mescaleros e i Lipanenes.
I conquistadores dell'Impero spagnolo e i Comanche giunsero nello stesso momento e risultarono responsabili dell'annientamento dei Mescaleros e dei Lipanenes. Il governo coloniale designò il Rio Grande come linea di difesa, nei pressi del quale vi costruì piccole fortificazioni sorvegliate da guarnigioni più o meno numerose di soldati. Negli odierni stati di Chihuahua e Coahuila, prestavano servizio le postazioni difensive di San Carlos, Junta de los Ríos, San Vicente, Santa Rosa e San Juan Bautista. Fino al 1890, la regione rimase di fatto disabitata, a causa delle sporadiche ma temibili incursioni che effettuavano le tribù Apache e Comanche.
A partire dal 1784, il forte di San Carlos fu abbandonato e utilizzato solo dai viaggiatori come alloggio temporaneo, i quali preferivano proteggersi al sicuro dalle aggressioni degli Apache e dei banditi. Il primo ente locale di Ojinaga fu costruito nel 1824, venendo poi assimilato, nel 1831, come parte di San Carlos. A causa della febbre delle miniere, si decise di costituire il comune di Manuel Benavides, dal nome del generale che morì nel 1913 nella lotta contro le truppe fedeli a Victoriano Huerta.
Nel 1990, su richiesta del governo dello stato di Chihuahua, iniziò il processo per la creazione di una riserva della biosfera proprio a ridosso del parco nazionale di Big Bend, negli Stati Uniti d'America (cosa su cui aveva dal canto suo sollecitato pure Washington DC). Dopo alcuni incontri con i residenti e le autorità locali, la regione è stata dichiarata Area di Protezione Flora e Fauna nel 1994.
La zona protetta fu inclusa all'interno della superficie dell'Area Forestale Protetta, così dichiarata nel 1934, con lo scopo secondario di conservare i bacini idrologici irrigui, proteggendo così il percorso della Presa La Amistad, il quale procede a Coahuila. L'obiettivo primario riguardava la necessità di costituire un'area protetta che potesse tutelare meglio un'ulteriore fetta del deserto di Chihuahua, come accadeva già nel Texas, potendo così estendere la protezione dell'ecosistema e realizzare programmi congiunti in materia ecologica. Anche uno studio dell'Università Autonoma di Chihuahua del 1994 sosteneva il bisogno di tutelare la regione per via della notevole quantità di specie protette e la grande ricchezza geologica, idrologica e storica, senza dimenticare il notevole e suggestivo contrasto tra l'ecosistema desertico e della foresta.

## Ecologia

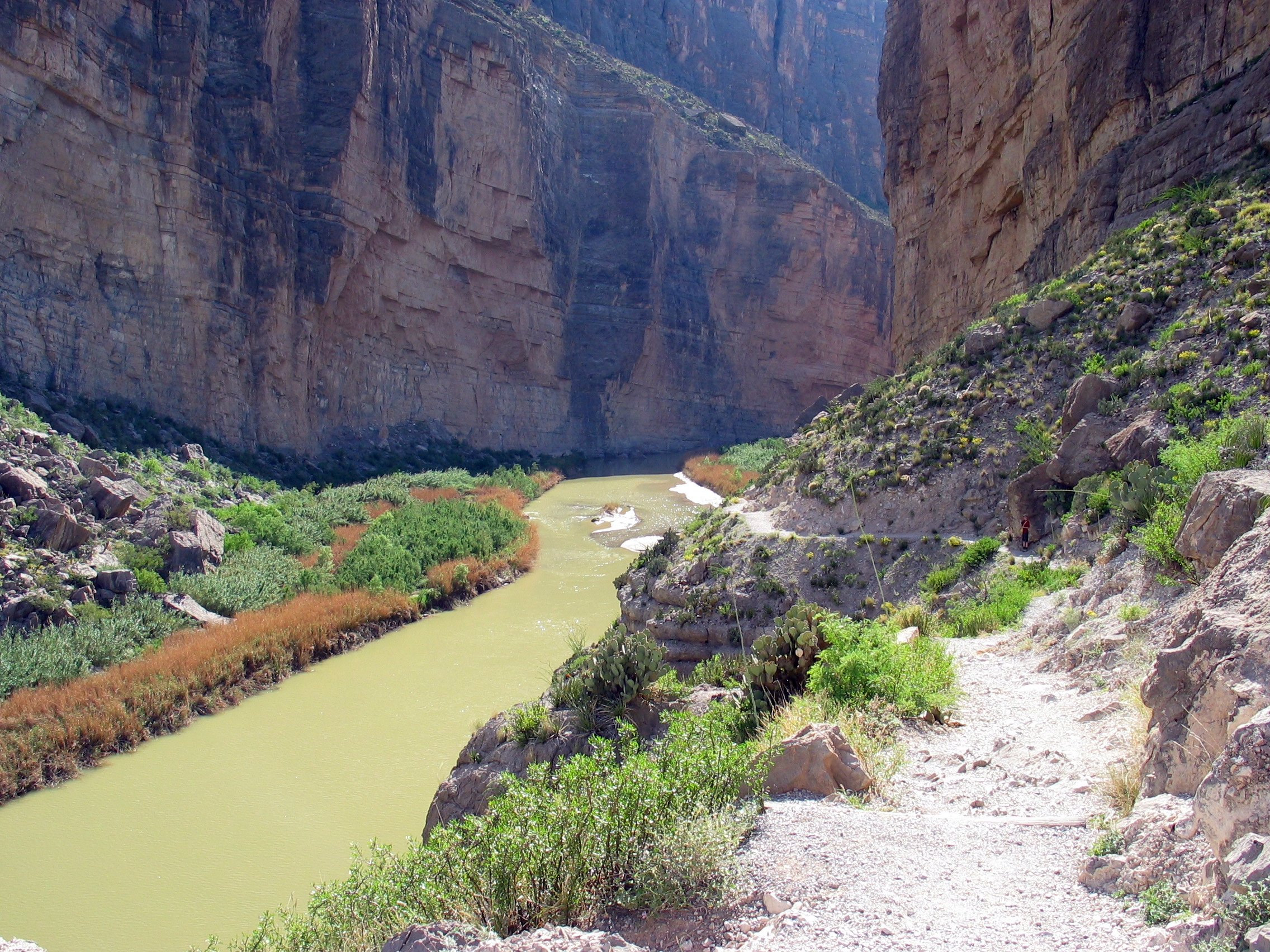
Il Rio Grande attraversa il Canyon Santa Elena

Nell'area sono presenti innumerevoli esseri viventi, di cui 79 protette. 13 di queste sono specie vegetali, per lo più cactacee, mentre le restanti 66 sono animali, tra cui l'orso nero (Ursus americanus), l'aquila reale (Aquila chrysaetos), il falco pellegrino (Falco peregrinus) e il castoro americano (Castor canadensis).

### Flora
L'area presenta una grande diversità di vegetazione, svariando dalla macchia microfila del deserto, rosetofila, alla prateria, agli alberi di grosso fusto e alla vegetazione ripariale. Non può essere tralasciata la presenza di arbusti o comunque alberi non di alto fusto, ovvero il cespuglio di creosoto (Larrea tridentata), la mariola (Parthenium incanum), la foglia d'argento (Leucophyllum frutescens) e il guayacán (Guaiacum), oltre alla mesquite (Prosopis glandulosa), alla gattaia comune (Nepeta cataria) e la gaggia (Acacia farnesiana) dispersi in varie posizioni della riserva o, ancora, alle macchie di verde presenti presso le rive fluviali costituite da pioppi (Populus) e salici (Salix). Nella regione dove si sviluppa la vegetazione della zona rosetofila, prosperano l'agave (nello specifico l'Agave lechuguilla e alcuni sottogeneri di quella americana), la spugna del deserto (Dasylirion wheeleri) e vari generi di cactus.
Non mancano inoltre la Flourensia cernua, l'ocotillo (Founquieria splendens), la Koeberlinia spinosa e la yucca rostrata. Nelle praterie abbondano invece la grama blu (Bouteloua gracilis) o la mesquite riccio (Hilaria belangeri), tra le altre. La seguente tabella mostra i gruppi di vegetazione segnalati nell'area protetta, in base alla loro altitudine e alla loro composizione botanica.
| Gruppo di vegetazione                                                     | Altitudine (m) | Intervalli (m) | Area (ha.) | Area (%) |
| ------------------------------------------------------------------------- | -------------- | -------------- | ---------- | -------- |
| Larrea tridentata Jatropha dioica Prosopis glandulosa                     | 600-900        | 300            | 96.311,7   | 34,6     |
| Jatropha dioica Porlieria angustifolia Larrea tridentata                  | 900-1000       | 100            | 52.611,8   | 18,9     |
| Jatropha dioica constricta acacia Larrea tridentata                       | 1000–1200      | 200            | 53.670,4   | 19,2     |
| Jatropha dioica Acacia constricta Parthenium incanum                      | 1200–1300      | 100            | 14.084,1   | 5,1      |
| Acacia constricta Viguiera stenoloba Mimosa wherryana                     | 1300–1600      | 300            | 48.266,05  | 17,3     |
| Heteropogon contortus Bouteloua curtipendula Dasylirion leiophyllum       | 1600–1800      | 200            | 9.969,8    | 3,6      |
| Bouteloua gracilis Pinus cembroides Juniperus monosperma                  | 1800–2100      | 300            | 2.622,3    | 0,9      |
| Bouteloua gracilis Pinus cembroides Quercus grisea                        | 2100–2300      | 200            | 731,6      | 0,3      |
| Muhlenbergia monticola Pinus cembroides Quercus grisea Bouteloua gracilis | 2300–2400      | 100            | 65,1       | 0,02     |

### Fauna
La fauna della regione è composta da uccelli e mammiferi che si sono adattati alle asperità rappresentate da un ambiente desertico. Tra le specie che popolano l'area figurano la lepre dalla coda nera (Lepus californicus), la lince rossa (Lynx rufus), il cervo dalla coda bianca (Odocoileus virginianus), il cervo mulo (Odocoileus hemionus), il pecari dal collare (Tayassu tajacu), il coyote (Canis latrans), la tortora luttuosa (Zenaida macroura), il cardinale del deserto (Cardinalis sinuatus), il ciuffolotto messicano (Carpodacus mexicanus) e alcune anatre, specie nella stagione delle migrazioni. Si possono ammirare anche uccelli predatori, come il falco pellegrino (Falcus peregrinus), il gheppio americano (Falco sparverius) e l'aquila reale (Aquila chrysaetos). Non mancano poi uccelli canori (ad esempio il verdino (Auriparus flaviceps) e lo scricciolo dei cactus (Campylorhynchus brunneicapillus)) e di una certa dimensione (su tutti, il corridore della strada (Geococcyx californianus) e la quaglia di Montezuma (Cyrtonyx montezumae)), e varie specie ittiche (trota iridea (Oncorhynchus mykiss), Herichthys cyanoguttatus, Astyanax mexicanus, ecc.). In generale, la fauna locale non si discosta molto da quella che si può ammirare nel confinante parco nazionale di Big Bend, negli USA.

## Società

### I comuni
I principali agglomerati urbani della zona sono Manuel Benavides, che è il capoluogo del comune, Loma de Juárez, El Mulato, Barrio Montoya, Paso Lajitas, Nuevo Lajitas, Santa Elena, Altares, Paso de San Antonio, Álamos de San Antonio, Providencia, Tinajas de Hechiceros e Álamos de Márquez. Anche Ojinaga, La Mula, Mahijoma e La Morita, malgrado localizzate in posizioni più esterne, si trovano nel perimetro della riserva. Si stima che 2.578 abitanti vivano nell'area protetta.
All'interno dell'area protetta si contano 125 terreni di proprietà privata, che occupano il 34,8% dell'area, 13 ejidos (una forma di gestione comunitaria della terra tipicamente messicana), che occupano il 59,37%, e infine la zona demaniale, che comprende centri abitati e terreni nazionali, la quale occupa il restante 5,77%. I suoli in mano ai privati sono utilizzati per l'agricoltura, l'allevamento del bestiame e l'estrazione mineraria.

## Impatto antropico
L'area protetta è interessata da diverse minacce, tutte provocate dall'uomo. L'eccessivo sfruttamento del suolo per l'estrazione mineraria e il pascolo, specie l'allevamento intensivo e la sovrapresenza di bovini, unito al disboscamento per lo sfruttamento di nuove aree per le colture agricole sta ledendo varie specie vegetali autoctone. Un'altra pratica deleteria risulta il contrabbando di alcuni beni preziosi, in particolare fossili, manufatti archeologici risalenti all'epoca dei nativi e cactus molto rari. Un'ulteriore incognita è rappresentata dal turismo, in quanto la presenza incontrollata di visitatori potrebbe arrecare effetti difficilmente controllabili.

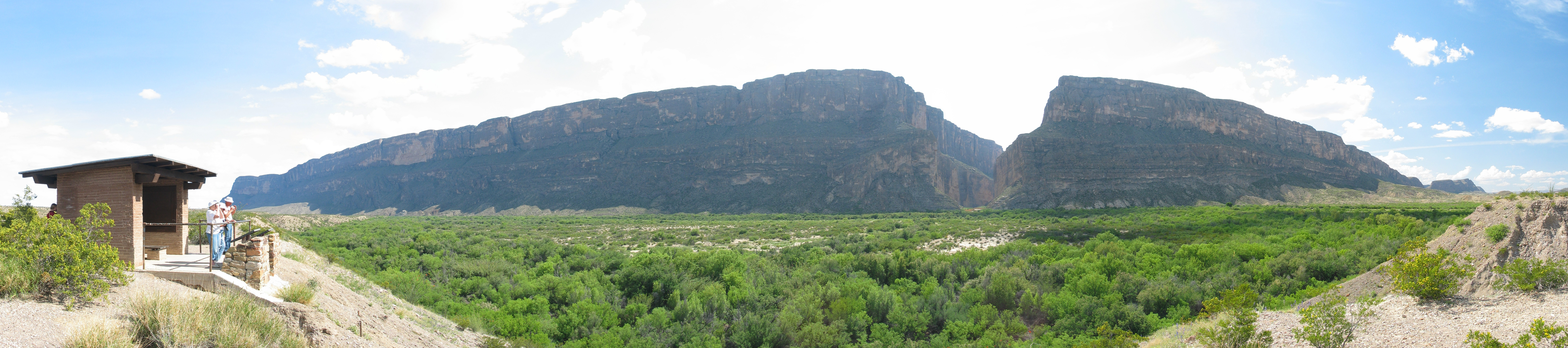
Il Canyon Santa Elena visto dal confine nazionale: la parete sinistra appartiene al Messico, quella destra agli Stati Uniti